# Bezdomne Psy
Bezdomne Psy – polski zespół muzyczny grający rockową muzykę awangardową (nazywaną później rockiem progresywnym) oraz blues rocka.

## Historia
W 1986 Leszek Winder stanął na czele formacji Bezdomne Psy. Grupa ta, którą oprócz niego tworzyli Jerzy Kawalec (gitara basowa) i Michał Giercuszkiewicz (perkusja). W okresie działalności zespołu siedzibą oraz miejscem zamieszkania muzyków była „Leśniczówka” na terenie Wojewódzkiego Parku Kultury i Wypoczynku w Chorzowie.
W początkach swej działalności wystąpili m.in. na festiwalu w Jarocinie w 1986 roku. Ich nocnego koncertu na Małej Scenie można posłuchać (jako bonusu) na reedycji debiutanckiego albumu zatytułowanego po prostu Bezdomne psy (I wyd. w 1988).
Podczas następnego jarocińskiego festiwalu zespół – wraz z Ryszardem Riedlem – akompaniował Józefowi Skrzekowi, nagrywającemu swoją płytę Live.
W tym samym (1987) roku wystąpili także na Rawa Blues Festiwal.
Od 1989 roku datuje się ich, udokumentowana nagraniami, współpraca z Janem „Kyksem” Skrzekiem. Nagrali z nim jego autorskie płyty: Kyksówka blues, a potem Nowy Świat blues i Modlitwę bluesmana w pociągu.
W 1990 uczestniczyli wraz z nim w festiwalu Blues nad Piławą w Głowaczewie.
Jako „przygodę życia” wspominają muzycy Bezdomnych Psów swoją trasę koncertową w głąb Azji (przez ówczesny ZSRR). Przejeżdżając samochodem ze sprzętem i instrumentami ponad 20 tysięcy kilometrów, koncertowali na stadionach i w różnych przygodnych – czasem oryginalnych – miejscach. 
W drugiej połowie lat 90., jak wielu innych muzyków, brali m.in. udział w corocznych „Zaduszkach” w „Leśniczówce”. Efektem takiego właśnie wspólnego koncertu z 1 listopada 1997 roku, kiedy to grali z Janem Skrzekiem (oraz Rafałem Rękosiewiczem, Bronisławem Dużym, Jarosławem Kędziorą, Ewą Urygą i Beatą Bednarz), była płyta live: Jan „Kyks” Skrzek Modlitwa bluesmana w pociągu, która została uznana za „Najlepszą płytę bluesową dekady”.
Historia tych trzech muzyków (Windera, Kawalca i Giercuszkiewicza), od początku lat siedemdziesiątych stale ze sobą współpracujących, związana jest z działalnością zespołów Apogeum, Krzak, Dżem, Kwadrat, SBB i in.
Działalność Bezdomnych Psów przerwała śmierć Jerzego Kawalca 9 września 2003.